# Morandi (együttes)
A Morandi román eurodance együttes volt, melyet Andrei Ropcea ("Randi") és Marius Moga alkotott. Első kislemezük a "Love Me" 2004-ben jelent meg, debütáló albumuk pedig egy évvel később, Reverse címmel. 2021 decemberéig több mint kétmillió albumot adtak el világszerte. Legismertebb és legsikeresebb dalaik közé tartozik az "Angels (Love Is the Answer)" és a "Save Me". Az együttes 2021-ben feloszlott.

## Diszkográfia

### Nagylemezek
- Reverse (2005)
- Mind Fields (2006)
- N3XT (2007)